# Al-Khwarizmi (Mondkrater)
Al-Khwarizmi ist ein Einschlagkrater auf der Mondrückseite. 
Der Krater liegt 7° nördlich des Äquators, im Gebiet zwischen den Mare Marginis und Mare Smythii im Westen und dem riesigen Einschlagkrater Mendeleev im Osten. In seiner näheren Umgebung befinden sich Moiseev im Nordwesten, Lobachevskiy in Nordosten, Firsov im Südosten und Saenger im Südwesten, die grob ein Rechteck bilden mit Al-Khwarizmi westlich vom Mittelpunkt.
Der westliche Kraterrand ist deutlich breiter als der östliche, der zwei weitere Krater überdeckt, darunter auch den Nebenkrater J. In der Mitte des Kraterbodens erhebt sich ein Gipfel, der zu einem niedrigen, nach Nordosten verlaufenden Gebirgszug gehört. 
Die Entstehungszeit von Al-Khwarizmi fällt in die Nektarische Periode. Das unterliegende Einschlagbecken wird nach diesem Krater und dem weiter östlich gelegenen Krater King auch als  Al-Khwarizmi/King-Becken bezeichnet.
Al-Khwarizmi hat acht Nebenkrater:
| Buchstabe | Position           | Durchmesser | Link |
| --------- | ------------------ | ----------- | ---- |
| B         | 9,09° N, 107,92° O | 59 km       |      |
| G         | 6,76° N, 107,35° O | 103 km      |      |
| H         | 5,85° N, 109,77° O | 50 km       |      |
| J         | 6,19° N, 108,14° O | 45 km       |      |
| K         | 4,5° N, 108,15° O  | 22 km       |      |
| L         | 3,77° N, 107,89° O | 36 km       |      |
| M         | 3,05° N, 107,44° O | 16 km       |      |
| T         | 7,06° N, 104,96° O | 14 km       |      |

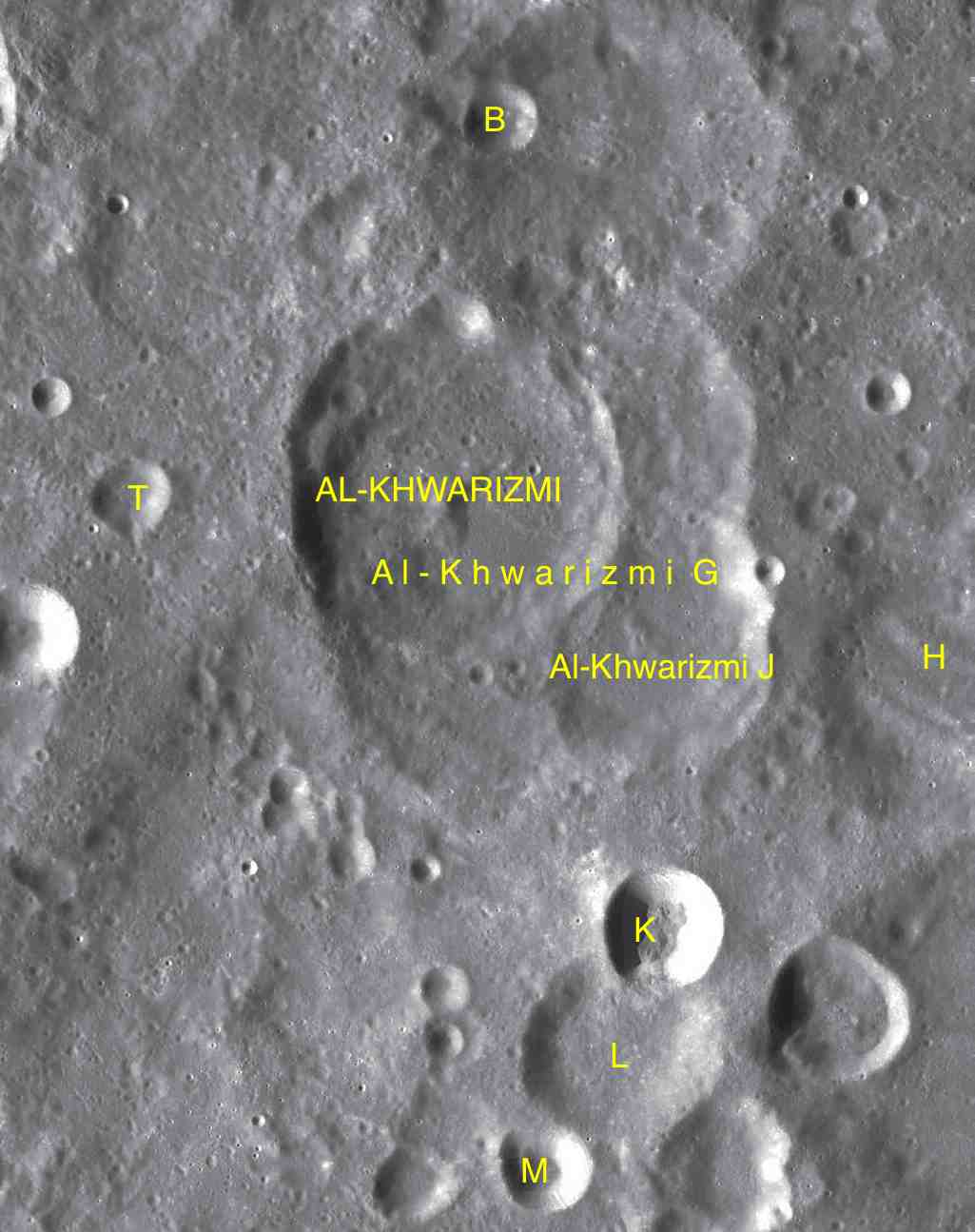
Al-Khwarizmi mit seinen Nebenkratern

Der Krater wurde 1973 von der IAU offiziell nach dem persischen Astronomen und Mathematiker Abu Dschaʿfar Muhammad ibn Musa al-Chwārizmī benannt.